# بلودل
بلودل (به بلغاری: Belodol) روستایی در بلغارستان است که در پوموریه واقع شده‌است.